# ليتيسنبيت غيدي
ليتيسنبيت غيدي (مواليد 20 مارس 1998) هي عداءة مسافات طويلة إثيوبية، حصلت على الميدالية البرونزية في سباق 10000 متر في أولمبياد 2020.